# Лик Чёрной Пальмиры
«Лик Чёрной Пальми́ры» — фантастический роман Владимира Васильева, продолжение серии «Дозоров» (действие происходит параллельно второй истории «Сумеречного дозора»). Занял 3-е место на фестивале «Звёздный мост» (2004) в номинации «Циклы, сериалы и романы с продолжением». 
Книга была переведена на польский язык Еугениуш Дембским и издана люблинским издательством Fabryka Słów. Опубликованы также переводы на литовский, чешский, немецкий и венгерский языки. Роман имеет прямое продолжение — «Время инверсий», вышедшее в 2014 году. В апреле 2024 года закончен третий роман — «Чужое знание».

## Главные герои

### Светлые
- Гесер (Борис Игнатьевич, «шеф») — Иной, Светлый маг вне категории, глава Ночного Дозора Москвы («России и ещё трёх стран СНГ»). Возраст — около 2500 лет. Это можно понять из момента в романе «Последний Дозор», где приводятся воспоминания Гесера о том, что когда-то азиаты были высокими, голубоглазыми и светловолосыми. Также есть основания считать, что Гесер был современником Великого Мерлина. Гесер очень опытен. Проводит рискованные многоходовые комбинации, ставя на карту благополучие всего Ночного дозора и всей Москвы.

Илья, Семён  — Иные первого уровня, сотрудники Ночного Дозора Москвы.
Александр фон Киссель — Иной, Высший светлый маг, руководитель Ночного Дозора Киева, родной брат Тавискарона.
Александр Солодовник — Иной, сотрудник Ночного Дозора Киева, наблюдатель от Светлых при санкт-петербургской «миссии под тройным патронажем» команды киевских Тёмных.

### Тёмные
- Завулон — Иной, Тёмный маг вне категорий, шеф московского Дневного дозора. На рубеже XX-XXI веков (а возможно и ранее) нередко использует имя Артур. Очень коварный, мастер на различные каверзы, подвохи, подобно Гесеру постоянно интригует, разменивая свои «пешки» направо и налево (Гесер старается своих «пешек» сохранять). Сумеречный образ — рогатый и хвостатый демон, покрытый чешуёй. Возраст — около 2500 лет.
- Тавискарон — Иной, более известный под именем Александр Шереметьев или под прозвищем Лайк, Тёмный маг Высшей категории, шеф киевского Дневного Дозора. Ненамного младше Завулона, пихающего Тавискарона на передовую. «…Завулон что-то явно затеял. Он-то любит таскать каштаны из огня чужими руками…». Лайк — добродушный жизнелюб, гедонист и душа компании. В отличие от Завулона, чужими руками жар не загребает. Родной брат Александра фон Кисселя, шефа Киевского Ночного Дозора.
- Шагрон — Иной, тёмный маг третьего-четвёртого уровня. Сотрудник московского Дневного дозора. Виртуозно водит автомобиль, причем даже без применения магии, поэтому нередко используется шефом как шофёр. Несмотря на невысокий уровень Силы, на время отсутствия Завулона часто остаётся за старшего. Сумеречный облик — Зелёный ящер.
- Константин Саушкин — Иной, самый молодой Высший вампир Европы, бывший сосед и приятель Антона Городецкого.
- Аристарх Турлянский (Арик) — Иной, маг первого уровня, глава Причерноморского Дневного Дозора. Урождённый одессит и патриот родного города, но в то же время не по-одесски спокоен, невозмутим, хладнокровен, мудро расчётлив и не склонен к риску, пользуется большим уважением у Лайка. Предотвратив бойню на Марсовом поле в Санкт-Петербурге, за заслуги перед Тьмой получил сумеречное имя Озхар, а затем приглашение стать сотрудником Инквизиции.
- Лариса Наримановна — Иная, очень опытная и уважаемая украинская ведьма.
- Ираклий — Иной, старый и опытный украинский маг, не служит, но часто сотрудничает с главой Дневного Дозора города Киева.
- Дмитрий Шведов (Швед) — Иной, маг второго уровня, сотрудник Николаевского Дневного Дозора, яхтсмен-любитель и музыкант. Назначен главой Причерноморского Дневного Дозора после ухода Озхара в Инквизицию.
- Хена — Иной, едва ли не старейший на Земле оборотень (смилодон), опытнейший и авторитетнейший сотрудник Европейского бюро Инквизиции в Праге, наблюдатель при «миссии под тройным патронажем».
- Шиндже, судья Мёртвых — Иной, очень старый Высший Тёмный маг из Харькова, не служит, пользуется огромным авторитетом, в том числе не только у Инквизиции, но и у Светлых, из-за чего в самых сложных случаях привлекается к разрешению споров как третейский судья.